# Nationals Park

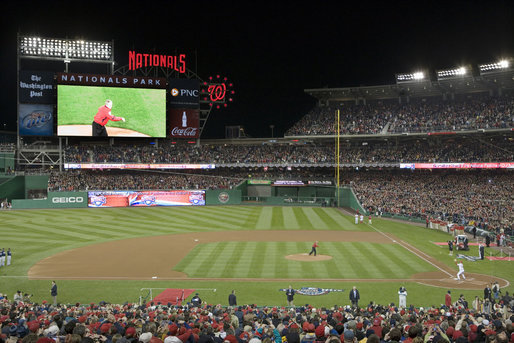
Präsident George W. Bush eröffnet das neue Stadion am 30. März 2008

Der Nationals Park ist ein Baseballstadion in der US-amerikanischen Hauptstadt Washington, D.C. Es ist die Heimspielstätte der Washington Nationals der Major League Baseball (MLB). Das Baseball-Franchise der National League trägt seit 2008 seine Spiele im Nationals Park aus.

## Geschichte
Das Team der Montreal Expos wurde 2005 vom kanadischen Montreal mit dem Olympiastadion in die Hauptstadt Washington, D.C. verlegt. Da ein Stadion für das Team noch in der Planungsphase war, waren die Washington Nationals übergangsweise von 2005 bis 2007 im Robert F. Kennedy Memorial Stadium von 1961 ansässig.
Als Standort für den Neubau wurde ein 26 Acre (105.218 m²) große Grundstück im Südosten von Washington im Stadtviertel Navy Yard, nahe dem Ufer des Anacostia River, ausgewählt. Navy Yard wurde als Industriegebiet genutzt, bis in den 1990er Jahren die Umstrukturierung begann. So befindet sich heute der Hauptsitz des Verkehrsministeriums der Vereinigten Staaten in Navy Yard. Nicht weit vom Bauplatz des Stadions steht seit 2018 auf der Halbinsel Buzzard Point das Audi Field, das neue Fußballstadion von D.C. United aus der Major League Soccer (MLS). Für den Entwurf des neu Baseballparks waren die Architekturbüros HOK Sport (heute: Populous) und Devrouax & Purnell Architects and Planners verantwortlich.
Die Finanzierung sollte durch ein Bankenkonsortium unter Führung der Deutschen Bank gesichert werden. Durch umfangreiche Verhandlungen zwischen der Stadtverwaltung, der MLB und dem Konsortium verzögerte sich das Projekt. Die Banken verlangten ein Akkreditiv oder eine vergleichbare finanzielle Garantie außer den Zuschauereinnahmen, um die Risiken wie Zuschauermangel oder terroristische Anschläge abzudecken. Die Höhe der Summe lag bei 24 Mio. US-Dollar. Letztendlich einigte man sich und dem Baubeginn stand nichts mehr im Wege. Der erste Spatenstich erfolgte am 4. Mai 2006. Der Nationals Park wurde am 30. März 2008 offiziell eröffnet. Es war das erste LEED-zertifizierte „grüne“ Stadion im Profisport in den Vereinigten Staaten. Abschließend kostete der Bau 693 Mio. US-Dollar.

## Veranstaltungen
Kurz nach der Eröffnung hielt Papst Benedikt XVI. am 17. April 2008 eine heilige Messe im Nationals Park ab.